# Carlina canariensis
Carlina canariensis là một loài thực vật có hoa trong họ Cúc. Loài này được Pit. mô tả khoa học đầu tiên.